# Гватемала (департамент)
Гватемала (исп. Guatemala) — один из 22 департаментов республики Гватемала. Административный центр и крупнейший город — Гватемала, который также является столицей страны.

## Достопримечательности

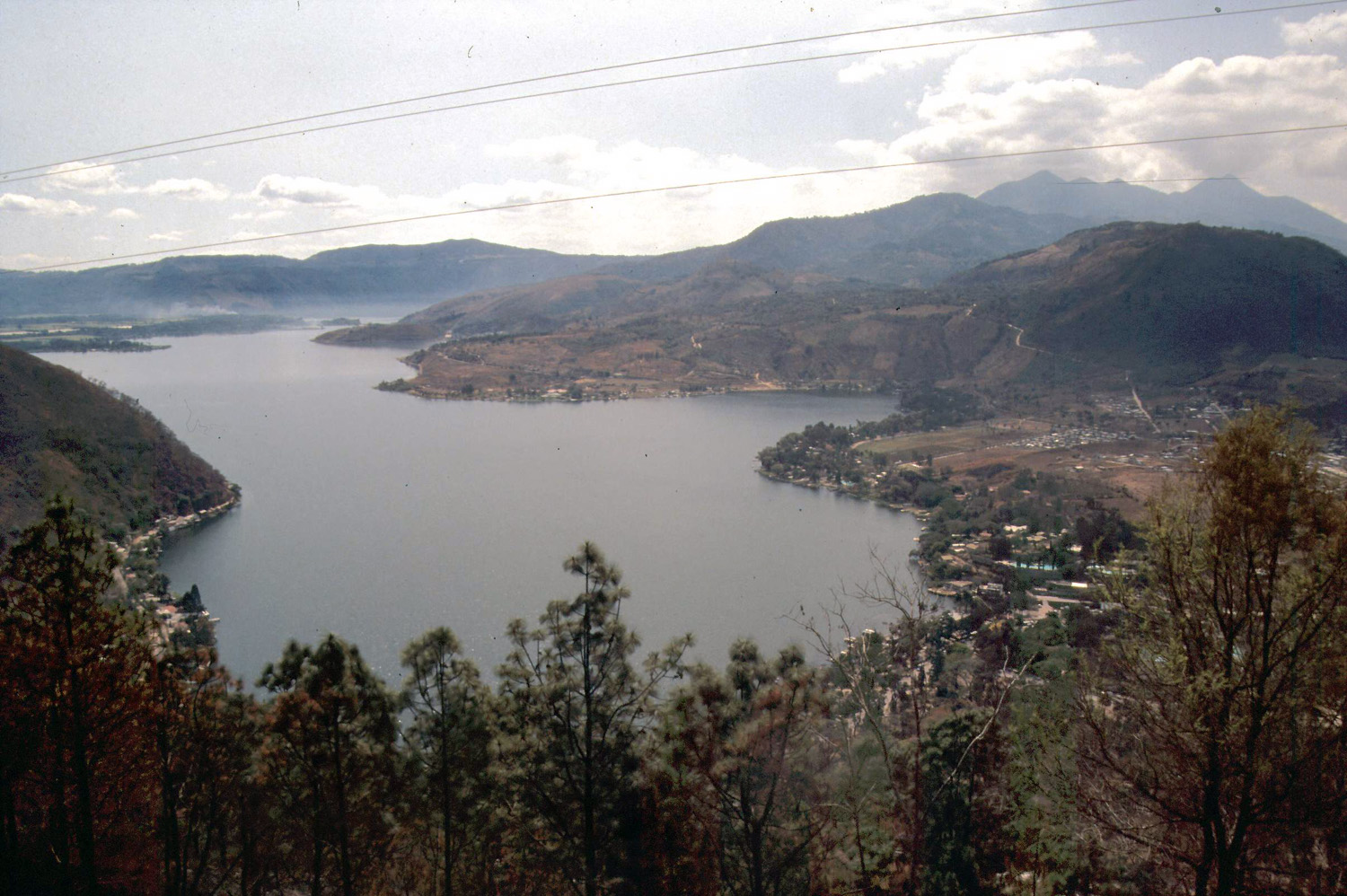
Озеро Аматитлан

Департамент Гватемала имеет большой туристический потенциал. На территории департамента находится озеро Аматитлан, национальный парк Насионес-Унидас, парк Организации Объединенных Наций в Аматитлане. В столице расположена значительная часть туристических объектов, например городище Каминальхуйу. Власти департамента и города делают ставку на развитие туризма, в Гватемале можно увидеть ночные клубы, торговые центры, рестораны, курорты, зоопарк «Аврора», множество торговых центров, музей истории, антропологии, естественных наук, ботанические сады, традиционные рынки, и исторические жилые районы.

## Муниципалитеты
В административном отношении департамент подразделяется на 17 муниципалитетов:
- Гватемала
- Санта-Катарина-Пинула
- Сан-Хосе-Пинула
- Сан-Хосе-дель-Гольфо
- Паленсия
- Чинаутла
- Сан-Педро-Аямпук
- Миско
- Сан-Педро-Сакатепекес
- Сан-Хуан-Сакатепекес
- Сан-Раймундо
- Чуарранчо
- Фрайханес
- Аматитлан
- Вилья-Нуэва
- Вильа-Каналес
- Сан-Мигель-Петапа